# Hopje
Los hopjes, también llamados haagse hopjes (‘hopjes de La Haya’), son un tipo de golosina de los Países Bajos con un ligero sabor a café y caramelo originarios del siglo XVIII.
El hopje fue bautizado en honor del barón Hendrik Hop, cuyo médico le aconsejó que no bebiese café, por lo que ordenó a su panadero, Theodorus van Haaren, que inventase un dulce con sabor a café. Tras algunos experimentos, van Haaren creó un dulce con café, caramelo, nata y mantequilla. El entusiasta barón Hop gustaba de dar a probar a sus invitados sus hopjes, que ganaron así popularidad rápidamente. El sucesor de van Haaren terminó incluso recibiendo pedidos del extranjero.
Una característica típica del hopje es que no se pega y no se ablanda con el tiempo. La Haya tuvo un museo llamado Museum voor het Haagsche Hopje, que estaba dedicado al hopje y su historia.
- Datos: Q1495867
- Multimedia: Hopje (Dutch sweets) / Q1495867